# Lijst van burgemeesters van Losser
Dit is een lijst van burgemeesters van de Nederlandse gemeente Losser in de provincie Overijssel.
| Ambtsperiode                                                          | Naam burgemeester                         | Partij of stroming | Bijzonderheden                                    |
| --------------------------------------------------------------------- | ----------------------------------------- | ------------------ | ------------------------------------------------- |
| november 1811 - 1817                                                  | Jan Teylers                               |                    | tot 1813 maire, daarna schout                     |
| juni 1818 - 1832                                                      | G. Feuilletau de Bruijn                   |                    | tot 1825 schout, daarna burgemeester              |
| 1832 - 1864                                                           | Christoffel Wilhelm Eekhout jr.           |                    | vanaf 1844 tevens burgemeester van Oldenzaal      |
| 1864 - 1870                                                           | mr. Gijsbert Waller                       |                    | tevens burgemeester van Oldenzaal                 |
| 1870 - 1906                                                           | Jan Arnold Warnaars                       |                    | zwager van Gijsbert Waller                        |
| 1907 - 1919                                                           | G.J.M. Eenhuis                            |                    |                                                   |
| 17 juli 1919 - 3 oktober 1944                                         | C.J.A. van Helvoort                       |                    | in 1944 ondergedoken                              |
| 3 oktober 1944 - 18 oktober 1944                                      | Antonius Henricus Gerard Weustink         | NSB                | waarnemend, burgemeester van Oldenzaal            |
| 18 oktober 1944 - 1 april 1945                                        | W. Henkes                                 | NSB                | waarnemend, verblijvende te Zwolle                |
| 3 april 1945 - 12 april 1945                                          | M.J. Bolhaar                              |                    | na bevrijding benoemd                             |
| 12 april 1945 - 10 december 1945                                      | A.J. Mos                                  |                    | waarnemend                                        |
| 10 december 1945 - 1 november 1946                                    | J.S. Hassing                              |                    | waarnemend                                        |
| 1 november 1946 - 30 juni 1976                                        | Joseph Petrus Aloysius Maria van de Sandt |                    |                                                   |
| 16 augustus 1976 - 30 september 1986                                  | Willem Marie Adriaan Peters               | KVP / CDA          | was burgemeester van Wijk bij Duurstede en Cothen |
| 16 maart 1987 - 1 mei 2000                                            | Jannes Smit                               | CDA                | was burgemeester van Oudewater                    |
| 14 juli 2000 - 1 juni 2004                                            | Netty (N.A.) van den Nieuwboer-Langenkamp | CDA                | was waarnemend burgemeester van Raalte            |
| 1 juni 2004 - 14 juli 2005                                            | Alex (C.A.P.) Bolhuis                     | CDA                | waarnemend, werd burgemeester van Raalte          |
| 14 juli 2005 - 1 september 2011                                       | drs. Jan (J.D.) Westendorp                | VVD                | was burgemeester van Zevenhuizen-Moerkapelle      |
| 23 september 2011 - 8 mei 2017                                        | Michael (M.) Sijbom                       | CDA                |                                                   |
| 15 mei 2017 - 6 februari 2018                                         | J.P. Gebben                               | VVD                | waarnemend; was burgemeester van Renkum           |
| 7 februari 2018 - 6 februari 2024                                     | Cia (C.A.M) Kroon                         | VVD                |                                                   |
| 16 november 2021 - 13 oktober 2022, 7 februari 2024 - 22 oktober 2024 | Gerrit Jan (G.J.) Kok                     | VVD                | waarnemend                                        |
| 23 oktober 2024 - heden                                               | J.B. Diepemaat                            | VVD                |                                                   |